# Hypolimnas dimona
Hypolimnas dimona är en fjärilsart som beskrevs av Hans Fruhstorfer 1912. Hypolimnas dimona ingår i släktet Hypolimnas och familjen praktfjärilar. Inga underarter finns listade i Catalogue of Life.